# Atlantiska orkansäsongen 2009
Den atlantiska orkansäsongen 2009 pågick officiellt från den 1 juni 2009 till den 30 november 2009. Historiskt sett bildas de allra flesta tropiska cyklonerna under denna period på året. 

## Stormnamn 2009
- Ana
- Bill
- Claudette
- Danny
- Erika
- Fred
- Grace
- Henri
- Ida
- Joaquin
- Kate
- Larry
- Mindy
- Nicholas
- Odette
- Peter
- Rosa
- Sam
- Teresa
- Victor
- Wanda

## Stormar

### Tropiska depressionen Ett
Den 28 maj bildades en tropisk depression ur ett lågtryck flera hundra kilometer öst om delstaten North Carolinas kust. Det var enligt den första prognosen troligt att depressionen skulle öka i styrka till en tropisk storm under de närmsta 24 timmarna. Dock lyckades inte systemet att nå samma styrka som en tropisk storm utan började att försvagas den 29 maj. Depressionen blev extratropisk senare under kvällen och absorberades kort därefter av en större frontzon.

### Tropiska stormen Ana
Den tropiska stormen Ana bildades över karibiska havet ur ett lågtryck 11 augusti och avmattades 16 augusti.

### Orkanen Bill
Orkanen Bill bildades ur en tropisk depression sydväst om Kap Verdeöarna och utvecklades till en storm och sedan orkan under sin väg över Atlanten mot de karibiska öarna. Innan det nådde in över de karibiska öarna ändrades ovädrets kurs mot USA:s och Kanadas östkust.

### Tropiska stormen Claudette
Den tropiska stormen Claudette bilades 16 augusti söder om Florida och avmattades omkring 17 augusti över Alabama.

### Tropiska stormen Danny
Den tropiska stormen Danny bildades öster Bahamas 26 augusti och avmattades 29 augusti. Stormen påverkade USA:s och Kanadas östkust, från North Carolina till sydligaste Atlantprovinserna.

### Tropiska stormen Erika
Den tropiska stormen Erika bildades 1 september nära Små Antillerna och avmattades 3 september över karibiska havet, söder om Puerto Rico.

### Orkanen Fred
Orkanen Fred bildades ur en tropisk depression utanför Kap Verdeöarna 7 september som sedan utvecklades till storm. Stormen höll västnordvästlig kurs över Atlanten och nådde orkanstyrka 8 september.

### Tropiska depressionen Åtta
Tropiska depressionen Åtta bildades utanför västra Afrika 24 september och avmattades över Atlanten 26 september.

### Tropiska stormen Grace
Den tropiska stormen Grace bildades ur extratropisk cyklon öster om Newfoundland. Systemet höll sydöstlig kurs över Atlanten mot Azorerna. Stormstyrka nåddes den 4 oktober nära São Miguel. Stormen avmattades 6 oktober.

### Tropiska stormen Henri
Den tropiska stormen Henri bildades ur en tropisk depression öster om Små Antillerna. Stormstyrka nåddes den 6 oktober. Stormen avmattades 8 oktober och systemet upplöstes slutligen utanför Hispaniola.

### Orkanen Ida
Orkanen Ida bildades över sydvästra karibiska havet den 4 oktober och rörde sig i nordvästlig riktning mot Yucatánkanalen och över Mexikanska golfen mot USA:s sydkust. 